# Франтішек Штястни
Франтішек «Франта» Штястни (чеськ. František Šťastný; 12 листопада 1927 в Коханку, Чехословаччина — 8 квітня 2000) — чеський мотогонщик, учасник чемпіонату світу з шосейно-кільцевих мотогонок серії MotoGP. Віце-чемпіон світу в класі 350cc (1961). Найуспішніший чеський мотогонщик серії Гран-Прі: автор першої перемоги для Чехословаччини в класі 350cc та єдиної в 500cc.

## Біографія

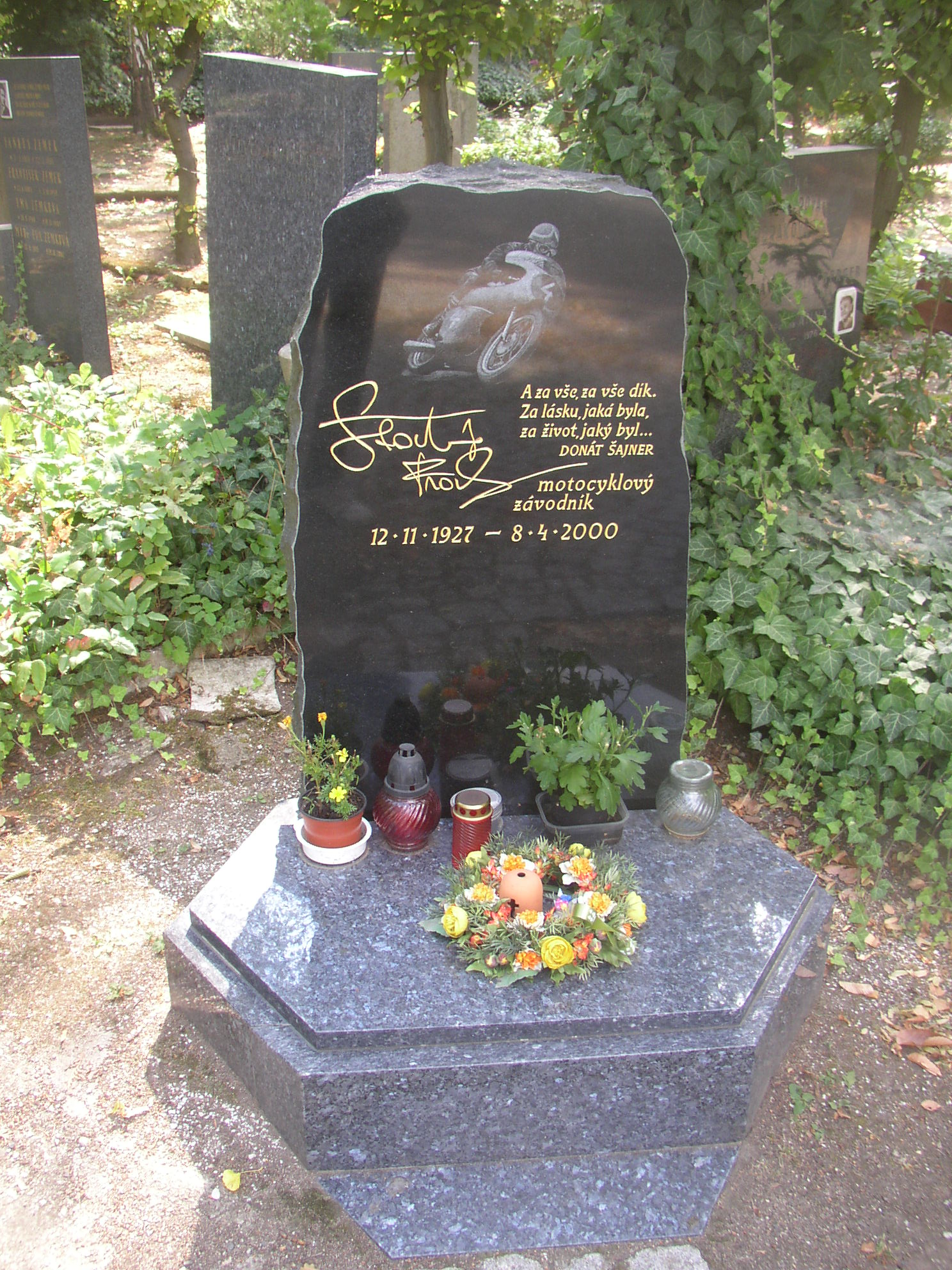
Могила Франтішека Штясни на Ольшанському цвинтарі у Празі

Франтішек розпочав свою спортивну кар'єру у п'ятнадцятирічному віці, на початку 1940-их років. Окрім мотоспорту він також грав у хокей та брав участь у змаганнях з ковзанярського спорту.
Штястни у 1948 році вперше взяв участь у міжнародних змаганнях, виступивши у гонці в Варшаві. У 1956 році він виграв національний чемпіонат, в якому успішно виступав до 1971 році, коли здобув останній подіум. За цей час він 9 разів був найкращим у Чехословаччині.
Разом з тим, у сезоні 1957 Франта дебютував у чемпіонаті світу серії Гран-Прі в класі 250cc. В серії він змагався до закінчення сезону 1969, в середньо- та велико-кубатурних класах, де досяг певних успіхів. Загалом він здобув 4 перемоги у гонках, 20 разів фінішуючи на подіумі, а найвищим його досягненням стало 2-е місце в класі 350cc за підсумками сезону 1961. Це робить його найуспішнішим чеським мотогонщиком серії. Цікавим також є те, що за свою кар'єру Франтішек виступав виключно на чеським мотоциклах Jawa.
За свою гоночну кар'єру Штястни зазнав безлічі травм, в тому числі 33 переломи кісток, одна його нога була коротша іншої майже на 5 см.

### Статистика виступів у MotoGP

#### У розрізі сезонів
| Сезон  | Клас   | Мотоцикл | Гонки | Пер | Под | НК | Очки | Місце |
| ------ | ------ | -------- | ----- | --- | --- | -- | ---- | ----- |
| 1957   | 250cc  | Jawa     | 1     | 0   | 0   | 0  | 2    | 16    |
| 1960   | 350cc  | Jawa     | 2     | 0   | 2   | 0  | 12   | 4     |
| 1961   | 250cc  | Jawa     | 3     | 0   | 0   | 0  | 6    | 10    |
| 1961   | 350cc  | Jawa     | 5     | 2   | 4   | 1  | 26   | 2     |
| 1962   | 350cc  | Jawa     | 4     | 0   | 2   | 0  | 16   | 4     |
| 1962   | 500cc  | Jawa     | 2     | 0   | 1   | 0  | 7    | 7     |
| 1963   | 350cc  | Jawa     | 2     | 0   | 1   | 0  | 7    | 4     |
| 1965   | 250cc  | Jawa     | 4     | 0   | 0   | 0  | 8    | 11    |
| 1965   | 350cc  | Jawa     | 3     | 1   | 1   | 0  | 14   | 5     |
| 1965   | 500cc  | Jawa     | 2     | 0   | 1   | 0  | 5    | 10    |
| 1966   | 250cc  | Jawa     | 5     | 0   | 1   | 0  | 11   | 8     |
| 1966   | 350cc  | Jawa     | 5     | 0   | 1   | 0  | 13   | 4     |
| 1966   | 500cc  | Jawa     | 4     | 1   | 3   | 0  | 17   | 4     |
| 1968   | 350cc  | Jawa     | 3     | 0   | 1   | 0  | 8    | 7     |
| 1969   | 250cc  | Jawa     | 3     | 0   | 0   | 0  | 5    | 32    |
| 1969   | 350cc  | Jawa     | 3     | 0   | 2   | 0  | 26   | 9     |
| Всього | Всього | Всього   | 51    | 4   | 20  | 1  | 183  |       |